# 4133 Heureka
4133 Heureka è un asteroide della fascia principale. Scoperto nel 1942, presenta un'orbita caratterizzata da un semiasse maggiore pari a 2,5823814 UA e da un'eccentricità di 0,1188794, inclinata di 12,08202° rispetto all'eclittica.